# Eutraqueòfits
Els eutraqueòfits (Eutracheophyta) són un grup de plantes vascular que inclou els traqueobionts moderns.
Es creu que hi ha definida una dicotomia basal en els traqueobionts. Eutracheophyta, incloent totes les plantes vasculars, tenen una alternança de generacions heteromòrfica amb l'esporòfit mentre que el seu grup germà extingit Rhymopsida es caracteritza per tenir una alternança de generacions més o menys isomòrfica.